# André Campra
André Campra (Aix-en-Provence, gedoopt 4 december 1660 – Versailles, 29 juni 1744) was een Frans componist en sous-maître van de Chapelle royale, een van de drie afdelingen van het Franse hof, dat verantwoordelijk was voor de Musique du roi.
Campra's vader was afkomstig uit Piëmont, zijn moeder uit Aix. André Campra begon zijn muzikale opleiding als koorknaap in de Saint-Saveur van Aix-en-Provence o.l.v. Guillaume Poitevin. Vanaf mei 1668 richtte hij zich op een kerkelijke loopbaan, maar in 1681 werd hij benoemd tot maître de chapelle (hoofd muziek) in de Saint-Trophime te Arles. Hij bekleedde dat ambt tot 1683 en nam vervolgens dezelfde functie op van de Saint-Étienne te Toulouse.
In 1694 ging Campra voor een verblijf van vier maanden naar Parijs. Hij bleef echter in Parijs, waar hij maître de chapelle werd van de Notre Dame als vervanger van Jean Mignon. Deze benoeming, die een bewijs is van zijn connecties, verkreeg hij mogelijk door tussenkomst van de Abbé de Saint-Sever, raadsheer van het Parlement van Parijs; aan hem droeg Campra zijn eerste boek motetten op. Tegelijkertijd schijnt hij voor het collège Louis-le-Grand muziek voor latijnse tragedies te hebben gecomponeerd. In elk geval werd hij door o.a. Filips van Orléans (de toekomstige regent) aangemoedigd om voor het theater te schrijven. Dit was echter niet met zijn positie als priester te combineren. Het werk Carnaval de Venise verscheen als een compositie van Campra de jongere, André Campra's broer Joseph, die gambist was in de Académie royale de musique. Zijn beroemde L'Europe galante en het divertissement Vénus, Feste galante verschenen zonder vermelding van de componist. L'Europe galante wordt als de eerste opéra-ballet beschouwd; Campra baseerde zich duidelijk op Colasse' Ballet des saisons (elke acte een ander onderwerp), maar hij gebruikte contemporaine situaties en stereotypen en geen allegorieën of mythologische figuren. Het publiek liet zich echter niet misleiden en het was uiteindelijk een publiek geheim dat André Campra de componist was van muziekdrama's: "Quand notre Campra Archevesque scaura/L'Auteur du nouvel opéra/Da sa cathédrale Campra/Décampera" (Als onze aartsbisschop Campra de auteur zal zijn van de nieuwe opera, dan zal Campra uit zijn kathedraal de benen nemen). Hetgeen Campra ook deed: op 13 oktober 1700 nam hij ontslag in de Notre-Dame om zich te kunnen wijden aan de opera.

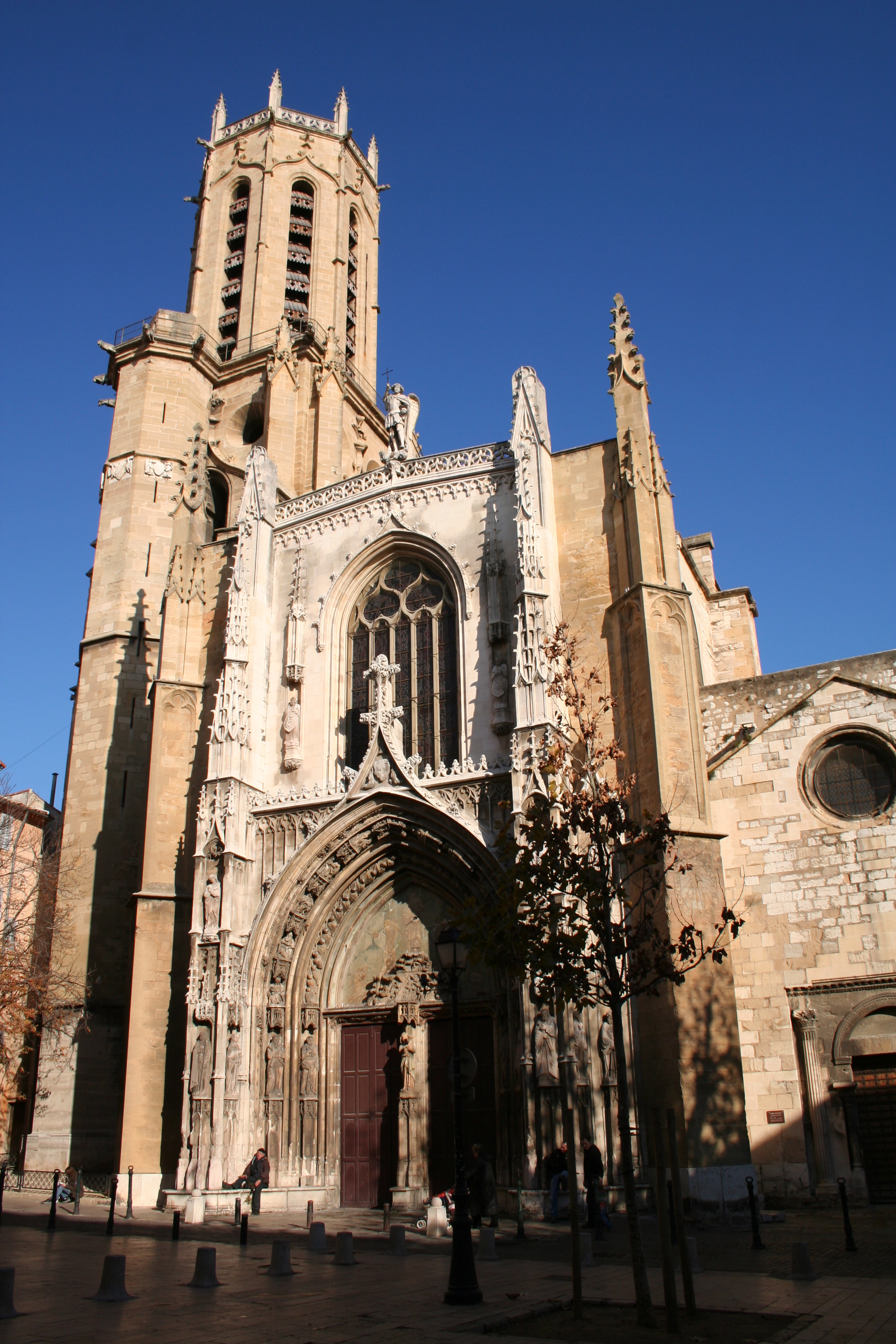
Saint-Sauveur te Aix-en-provence
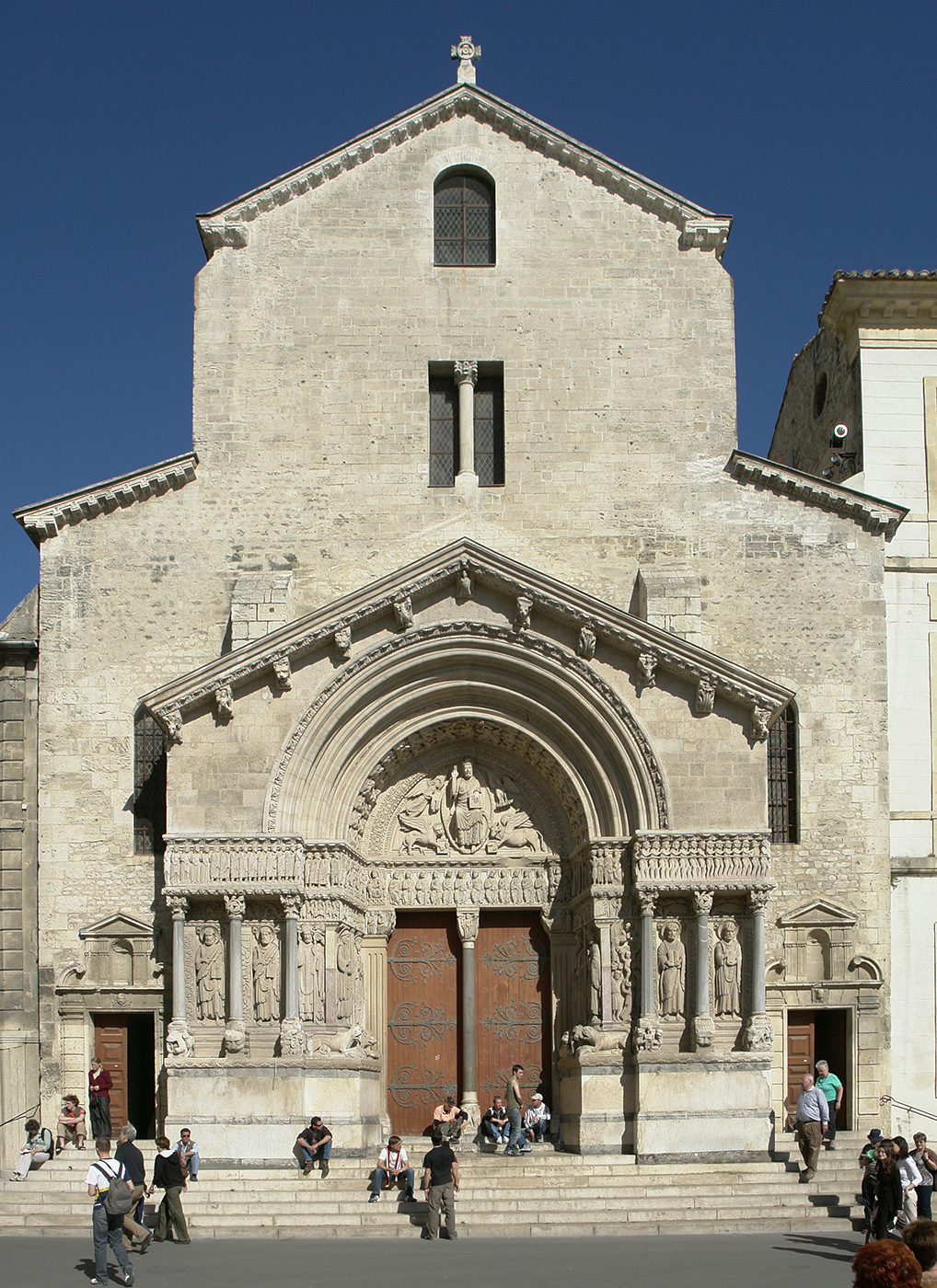
Saint-Trophime te Arles
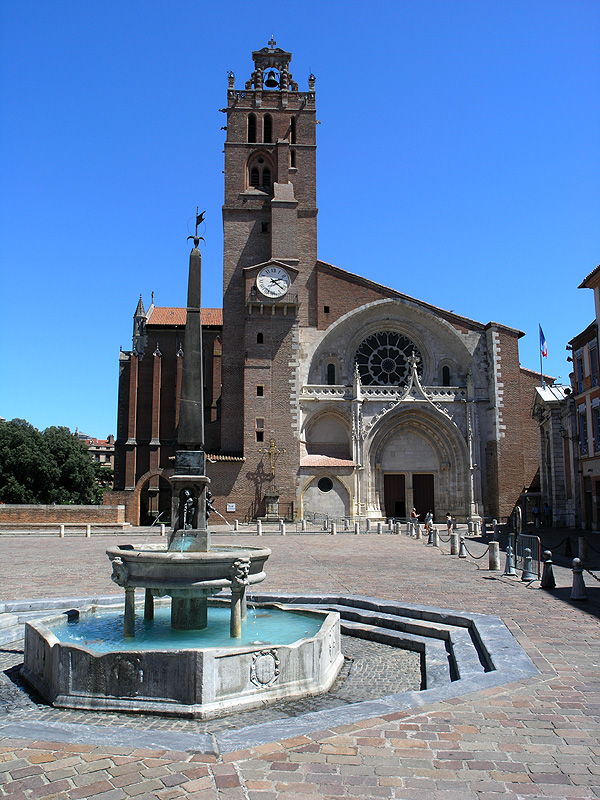
Saint-Étienne te Toulouse

Vanaf 1695 publiceerde hij een boek met Petits motets voor 1, 2 en 3 stemmen en een polyfonische mis; uit deze tijd stamt ook zijn beroemde Messe des morts (dodenmis).
Campra bezette geen enkele officiële post en leefde van de opbrangst van zijn oeuvre; in 170 verwierf hij een privilège om zijn werken twaalf jaar te kunnen laten drukken.
Door zijn vriendschap met Louis d'Orleáns, de zoon van de Filips van Orléans, kwam hij in contact met Jean-Baptiste Stuck (bijgenaamd Baptistin of Batistin), Charles Gervais en Jean-Baptiste Morin. Als 'batteur de musique' (concertmeester/dirigent) leidde hij in de Académie royale de musique zijn eigen werken, die een groot succes hadden: Hésione, Aréthuse, Tancrède, Les Muses en Iphigénie en Tauride (gecomponeerd samen met Henry Desmarest).
Campra was tussen 1705 en 1722 zeer productief: naast motetten, cantates (Livre I in 1708 en Livre II in 1714), opera's (Alcine, Hippodamie, Les Fêtes venetiennes, Idoménée, Camille en Les Ages) kregen eerdere werken heruitvoeringen. In 1718 ontving Campra een jaargeld als beloning voor zijn werk en in 1722 werd hij directeur muziek voor de Prins De Conti, voor wie hij divertissements schreef (die verloren zijn gegaan).
De laatste fase van Campra's leven, van 1722 tot 1744, werd bepaald door een tweetal activiteiten: de Académie royale de musique en de Chapelle royale. Delalande had in 1722 zijn taken neergelegd voor drie van de vier kwartalen (eigenlijk waren er vier sous-maîtres voor de Chapelle royale die de verantwoordelijkheid hadden voor één kwartaal; Delalande had al de vier posten weten te verwerven). De Régent benoemde voor de vrijgekomen kwartalen Charles Gervais, Nicolas Bernier en Campra. Na de dood van Delalande in 1726 en Bernier in 1734 bleven Gervais en Campra verantwoordelijk voor ieder een half jaar in de Chapelle royale, totdat in 1738 Madin en Blanchard opvolgden. Voor de Chapelle royale componeerde Campra zijn psalmzettingen voor groot koor. Gezondheidsredenen noopten hem om in 1735 zijn onderwijsfuncties voor de koorknapen te staken. Vanaf 1730 waren zijn taken al zwaarder geworden met zijn benoeming tot inspecteur-generaal van de Académie royale de musique, als vervanger van Destouches. Campra had nog maar weinig tijd voor opera.
Campra werd als componist zeer gewaardeerd. Die waardering bleek niet uit de wijze waarop Campra zijn laatste jaren moest doorbrengen: hij stierf hulpbehoevend, eenzaam, verwaarloosd en relatief arm in een klein appartement in Versailles.
Zijn werken werden tot lang na zijn dood nog uitgevoerd.

## Geselecteerde discografie
- Idoménée, Tragédie lyrique, Solisten, Les Arts Florissants o.l.v. William Christie (Harmonia mundi, 3CDs, 901396.98)
- Tancrède, Solisten, The Sixteen, La Grande Écurie et la Chambre du Roy o.l.v. Jean-Claude Malgoire (Erato Musifrance, 2CDs, 2292-45001-2
- L´Europe galante (delen) en Les Fêtes vénitiennes, Solisten, La Petite Bande o.l.v. Gustav Leonhardt)DHM Gustav Leonhardt Edition)
- L'Europe galante (compleet), Solisten, Les Nouveaux Caractères o.l.v. Sébastien d'Hérin (Château de Versailles Spectacles, 2CDs, CVS 002)
- Le Carnaval de Venise, solisten, Choeur et Orchestre du Concert Spirituel en Les Chantres du Centre de Musique Baroque de Versailles o.l.v. Hervé Niquet (Glossa, 2CVDs, 921622)
- Cantates françaises (Arion, La Dispute de l'Amour et de l'Hymen, Les Femmes en Énée et Didon), Les Arts Florissants o.l.v. William Christie (Harmonia mundi, HMA 1901238)
- Grand motets (Notus in Judea Deus, De profundis, Exaudiat te Dominus en Requiem-Introït), Les Arts Florissants o.l.v. William Christie (Virgin Veritas, 7243 5 45618 5)
- Messe des morts (Requiem), Monteverdi Choir en English Baroque Soloists o.l.v. John Eliot Gardiner (Warner Classics, 0825646984800)
- Messe de Requiem (met motet 'In Convertendo'), solisten, Les Pages et Les Chantres du Centre de Musique Baroque de Versailles en het Orchestre des Musiques Anciennes et à Venir o.l.v. Olivier Schneebelli (K617, K617224)
- Messe de Requiem, Choeur de la Chapelle Royale, Orchestre de la Chapelle Royale, dir. Philippe Herreweghe (Harmonia Mundi, HMX 2908602)
- Petits motets (Salve Regina, Insere Domine, Quemadmodum desiderat cervus en Florete prata + petits motets van François Couperin), Paul Agnew, tenor en Les Arts Florissants o.l.v. William Christie